# تشییع جنازه قاسم سلیمانی

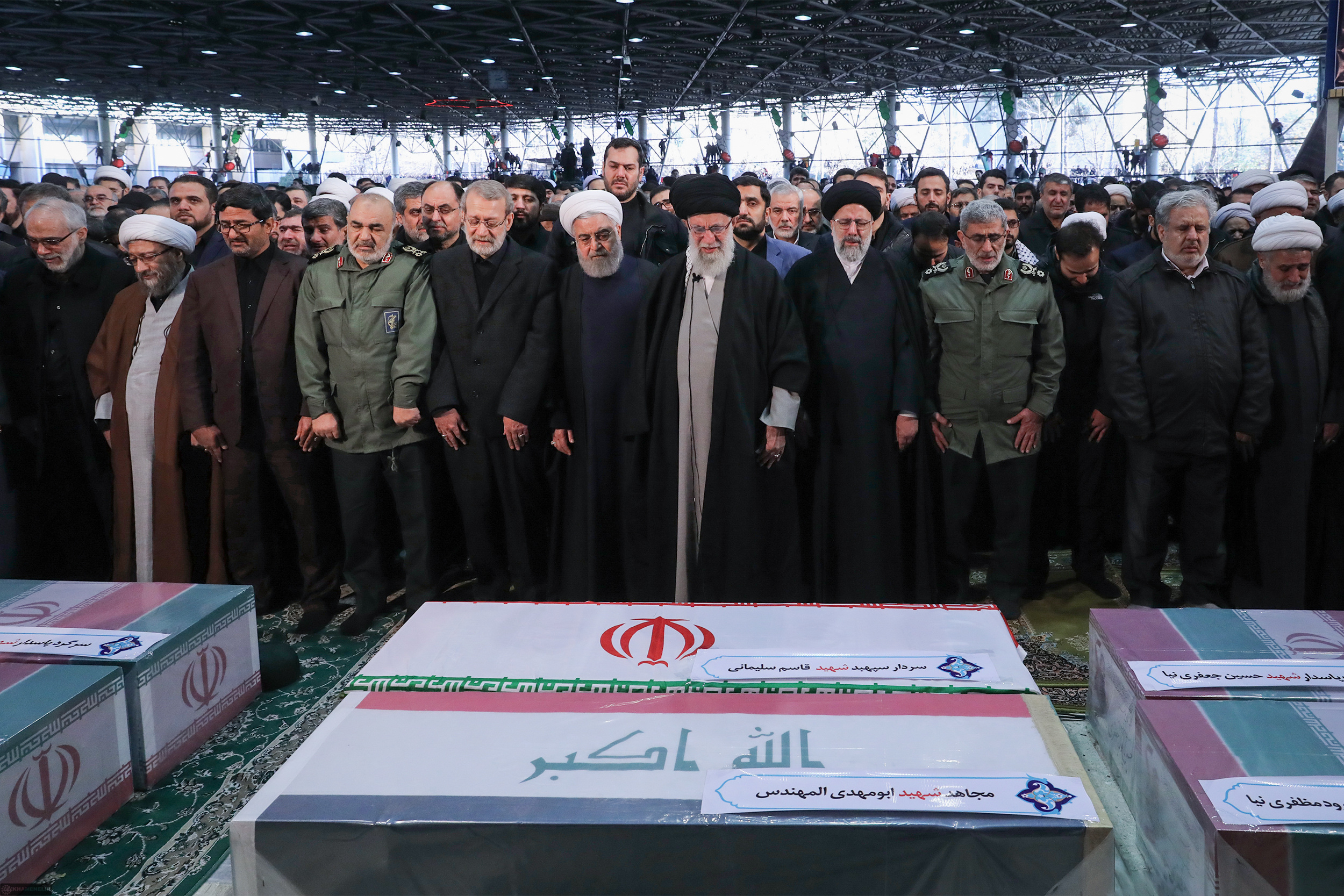
خواندن نماز میت بر جنازهٔ قاسم سلیمانی و همراهانش به امامت سید علی خامنه‌ای

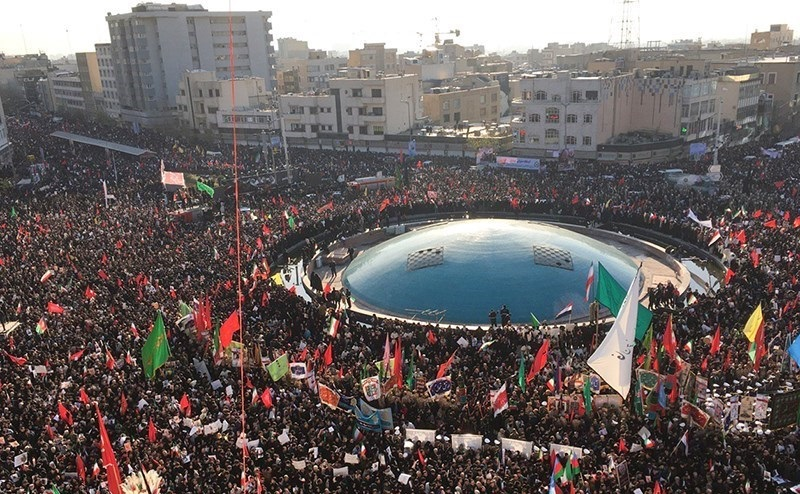
مراسم تشییع قاسم سلیمانی در میدان انقلاب تهران (۱۶ دی ۱۳۹۸)

تشییع جنازه قاسم سلیمانی، دومین فرمانده نیروی قدس سپاه پاسداران انقلاب اسلامی، طی روزهای شنبه ۱۴ تا چهارشنبه ۱۸ دی ۱۳۹۸ در شهرهای کاظمین، بغداد، نجف، کربلا، اهواز، مشهد، تهران و قم انجام شد و نهایتاً وی در نیمه شب ۱۸ دی در کرمان دفن شد. نماز میت در دانشگاه تهران توسط علی خامنه‌ای، با حضور مردم برگزار شد. وی در حمله پهپادی آمریکا در فرودگاه بین‌المللی بغداد به همراه ابومهدی المهندس، جانشین وقت رئیس حشد شعبی و رهبر کتائب حزب‌الله، با تعدادی از همراهانشان، کشته شدند.
تخمین‌ها از حضور جمعیت در تهران از چند ده هزار نفر تا جمعیتی میلیونی بوده است.
در کرمان دست کم ۵۶ نفر به علت ازدحام جمعیت تشییع‌کنندگان جنازه قاسم سلیمانی کشته شدند. ادارهٔ ثبت احوال کرمان ابتدا علت مرگ این افراد را «واکنش‌های حیوانی و غیرعمدی انسانی» اعلام کرد اما پس از اعتراض تعدادی از خانواده‌ها، مسئولان ثبت احوال با مراجعه به خانه‌های آنان گواهی‌های قبلی را گرفته و گواهی فوت جدید صادر کردند که در آنها علت مرگ «خفگی یا ازدحام جمعیت» اعلام شده است.

## واکنش‌های مردمی
ساعاتی پس از انتشار خبر مرگ قاسم سلیمانی، گروهی از شهروندان عراقی در خیابان‌های بغداد و اپوزیسیون و مردم سوریه در ادلب به شادمانی و پخش شیرینی پرداختند. همچنین شماری از مردم ایران نیز پس از مرگ سلیمانی، به شادمانی پرداختند.

## روزشمار مراسم
در ۱۴ دی ۱۳۹۸، اجساد قاسم سلیمانی، ابومهدی المهندس و سایر کشته‌شدگان در بغداد و کاظمین تشییع شد و گروهی از مردم عراق در این مراسم حضور یافتند.
در ۱۵ دی ۱۳۹۸، اجساد قاسم سلیمانی، ابومهدی المهندس و سایر کشته‌شدگان ایرانی در شهرهای اهواز و مشهد تشییع شد. در این مراسم، چندصدهزار نفر، شرکت کردند. به گزارش نیویورک تایمز جمعیت تشییع‌کنندگان در این دو شهر میلیون‌ها نفر بود که «خواستار انتقام از ایالات متحده» بودند.
در ۱۶ دی ۱۳۹۸، اجساد قاسم سلیمانی، ابومهدی المهندس و سایر کشته‌شدگان ایرانی در شهرهای تهران و قم تشییع شد. مراسم نماز میت به امامت سید علی خامنه‌ای در دانشگاه تهران برگزار شد. خامنه‌ای بر جنازه سلیمانی و سایر کشته‌شدگان، نماز خواند. در جریان برگزاری مراسم تشییع در تهران، ۶۲ نفر مصدوم شدند.
مراسم خاکسپاری قاسم سلیمانی صبح روز سه‌شنبه ۱۷ دی ۱۳۹۸ در کرمان آغاز شد.
در نهایت شامگاه سه‌شنبه جنازه قاسم سلیمانی وارد گلزار شهدای کرمان شد و در بامداد ۱۸ دی ۱۳۹۸ دفن شد.

## کشته‌شدنِ تشییع‌کنندگان
در ۱۷ دی ۱۳۹۸، ۵۶ تن از افراد تشییع کننده قاسم سلیمانی در کرمان، شامل ۳۵ مرد و ۲۱ زن جان خود را از دست دادند و ۲۱۳ نفر نیز مصدوم شدند. فشردگی جمجمه، شکستن استخوان‌ها و خفگی از عوامل مرگ جان‌باختگان به دلیل ازدحام جمعیت عنوان شده است. در روزهای بعد، عباس آمیان، مدیرکل پزشکی قانونی استان کرمان، آخرین تعداد کشته شدگان مراسم را ۶۲ نفر اعلام کرد.
روزنامه شهروند روز یکشنبه ۲۰ بهمن در گزارشی از شکایت ۲۰ خانواده قربانیان مراسم تشییع جنازه قاسم سلیمانی در کرمان به قوه قضائیه خبر داد. به نوشته این روزنامه خانواده قربانیان از جمله خانواده «الهام پی‌پر»، «زهرا تیرگر»، «مهناز رضایی حقیقی»، «متین مشارقی»، «کرم‌علی قریه میرزایی»، «ابوالفضل پورمحمدی»، «ادریس میدانی»، «فاطمه کرمانی»، «سکینه و فاطمه مقصودی» روز شنبه ۱۹ بهمن از کرمان به تهران آمده و شکایت خود را از افراد و نهادهای مقصر در مرگ وابستگانشان ثبت کرده‌اند. هنوز هیچ نهادی به‌طور رسمی مسئولیت این حادثه را نپذیرفته است. رضا تیرگر همسر الهام پی‌پر و پدر زهرا تیرگر «دختر ۶ ساله» به شهروند گفت نامه‌ای با امضای نزدیک به ۶۱ نفر از خانواده‌ها را به بیت علی خامنه‌ای، رهبر ایران تحویل داده است.
یکی از مصدومان حادثه که جوانی ۲۶ ساله بود و خود را حمید معرفی کرد، دربارهٔ علت حادثه به خبرنگار ایرنا گفت: «در میدان آزادی و ابتدای خیابان بهشتی ایستاده بودم و منتظر شروع مراسم بودیم که ناگهان جمعیت به سمت خیابان شریعتی هجوم آوردند و تعدادی از مردم برای فرار از موج تشییع کنندگان به سمت کوچه شماره ۲ فرعی رفتیم.»
 وی افزود: «در ابتدای کوچه مأموران انتظامات مراسم از عبور مردم جلوگیری کرده و سعی کردند آنها را به عقب برانند که متأسفانه افرادی تعادل خود را از دست داده و به زمین افتادند و در ازدحام جمعیت فوت کردند یا مصدوم شدند.»
 این شهروند کرمانی تصریح کرد: «اگر مسیرهای فرعی باز بودند از ازدحام جمعیت کاسته می‌شد، اما دست‌اندرکاران مراسم اصرار داشتند مردم به خیابان اصلی برگردند و باعث این حادثه تلخ شدند.»
علی مطهری در انتقاد از برگزاری این مراسم گفت که ما اطلاع دقیق داریم، در اتفاق‌های کرمان که پنج نفر در جلسه شورای تأمین اعتراض کردند اگر جمعیت به این نقطه مشخص برسد تلفات خواهیم داشت چون عرض خیابان کم است اما چند نفر دیگر، قبول نکردند و گفتند ما اصرار داریم جمعیت را نشان بدهیم و باید شلوغی جمعیت چشمگیر باشد.
اداره ثبت احوال کرمان در گواهی فوت تعدادی از کشته‌شدگان مراسم تشییع علت مرگ آن‌ها را «واکنش‌های حیوانی و انسانی غیرعمد» عنوان کرد. ابوترابی، روز دوشنبه ۲۱ بهمن، به باشگاه خبرنگاران جوان، گفت: «۱۹ علت فوت جهانی داریم که حدود ۳۰۰ زیر شاخه دارد و برخی از این علت‌ها مغایر با فرهنگ ما هستند، به‌طور مثال ما می‌گوییم شهادت، اما در علل جهانی به عنوان خشونت‌های عوامل انسانی و حیوانی ذکر می‌شود.» سخنگوی سازمان ثبت احوال کشور ادامه داد: «اکنون گواهی فوت تمام جانباختگان کرمان اصلاح و علت فوت، ازدحام جمعیت و واکنش غیرعمد انسانی ذکر شده است.»

## مراسم سالگرد

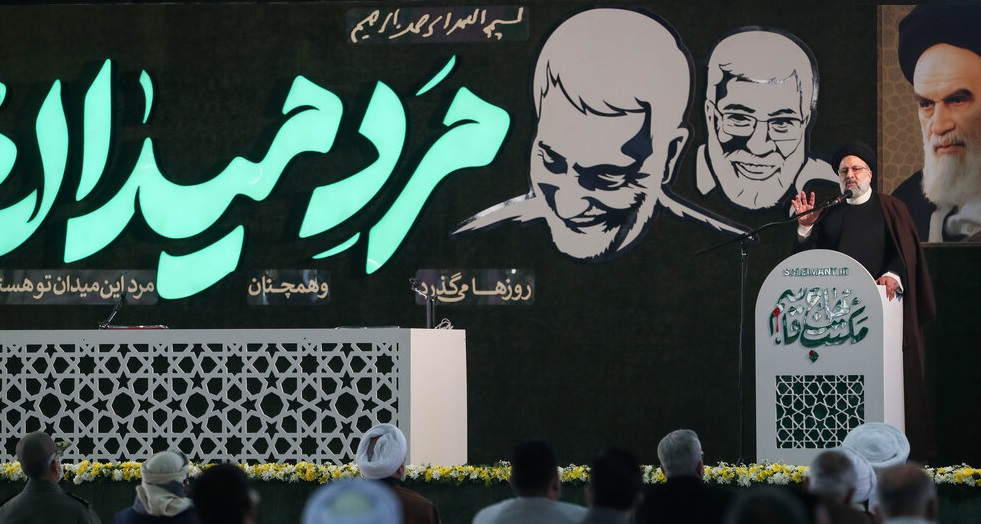
سخنرانی سید ابراهیم رئیسی رئیس قوه قضائیه در «مراسم اولین سالگرد بزرگداشت قاسم سلیمانی و هم‌رزمانش»

مراسم بزرگداشتی برای بزرگداشت (سالگرد) قاسم سلیمانی و ابومهدی المهندس به‌صورت حضوری و مجازی (وبینار) در شهرهای ایران و برخی کشورها همانند عمان، عراق، سوریه، پرتغال و گرجستان برگزار شد.
مراسم بزرگداشت اولین سالگرد قاسم سلیمانی و ابومهدی المهندس (و همرزمان آنها) با حضور تعدادی از مقاماتِ ایرانی از جمله سید ابراهیم رییسی، رئیس قوه قضاییه، حسین سلامی فرمانده سپاه پاسداران انقلاب اسلامی و اسماعیل قاآنی فرمانده نیروی قدس سپاه در دانشگاه تهران برگزار گردید. در این مراسم، مهمانهای خارجه نیز حضور داشتند، از جمله: نمایندگان جبهه مقاومت، فالح الفیاض رئیس حشد شعبی عراق، هاشم صفی‌الدین رئیس شورای اجرایی حزب‌الله لبنان، زیاد نخاله دبیرکل جنبش جهاد اسلامی فلسطین، و دیگر مهمانان.

### آتش زدن مجسمه قاسم سلیمانی در شهر کرد
درحالی‌که مراسم سالگرد کشته شدن قاسم سلیمانی از سوی دستگاه‌های تبلیغاتی جمهوری اسلامی دنبال می‌شد، روز چهارشنبه ۱۵ دی ۱۴۰۰ در دومین سالمرگ قاسم سلیمانی، درست چند ساعت پس از پرده‌برداری از مجسمه او در شهرکرد، افراد ناشناس مجسمه ۶ متری او را به آتش کشیدند.